# Парыгина, Наталья Деомидовна
Наталья Деомидовна Парыгина (22 мая 1924 — 9 декабря 2016) — советский и российский писатель. Член Союза писателей СССР с 1958 года и России. Лауреат Всесоюзного конкурса ВЦПС и Союза Писателей СССР (1975), кавалер Золотого Знака «Общественное признание» (1999), лауреат Тульской областной премии имени Л. Н. Толстого (2000). Почётный гражданин города Тулы (1994).

## Биография
Родилась на станции Борзя в Читинской области 22 мая в 1924 году в семье конторщика. Заочно прошла обучение и окончила в 1947 году Томский политехнический институт имени С. М. Кирова. Стала работать преподавателем математики и физики в Кемеровском горном техникуме, затем трудоустроилась и работала конструктором на заводе.
В 1954 году в Кемерово была издана её первая книга — «Записки педагога», и в этом же году Наталья Деомидовна переехала из Сибири в город Тулу. С 1958 года она является членом Союза писателей СССР, а затем и России. В 1961 году завершила обучение на высших литературных курсах при Литературном институте имени А. М. Горького.
Роман Н. Д. Парыгиной «Вдова», который вышел в свет впервые в Туле в 1972 году, стал интересен большому кругу читателей и отмечен премией Всесоюзного конкурса. В 1976 году книга была переиздана. В 1999 году читатель увидел новый её роман «Любой ценой», в котором были обозначены острейшие вопросы современности. В 2004 году издан роман «Сын», а в 2008 — сборник «Семейные встречи».
Неоднократно избиралась депутатом городского Совета, была делегатом съезда Союза писателей России. В 1994 году решением главы администрации города Тулы она была удостоена звания «Почётный гражданин города-героя Тулы».
Проживала в Туле, писала прозаические произведения. Умерла 9 декабря 2016 года.

## Награды и премии
- Орден «Знак Почёта».
- Медаль «За трудовую доблесть» (28 октября 1967 года) — за заслуги в развитии советской литературы и активное участие в коммунистическом воспитании трудящихся[6].
- Медаль имени А. С. Пушкина.
- Медаль имени М. А. Шолохова.
- Почётный гражданин города Тулы (1994).
- Лауреат Всесоюзного конкурса ВЦПС и Союза Писателей СССР (1975) за роман «Вдова».
- Кавалер Золотого Знака «Общественное признание» (1999).
- Лауреат Тульской областной премии имени Л. Н. Толстого (2000) за роман «Любой ценой».